# レイラ・ロペス
レイラ・ロペス（Leila Luliana da Costa Vieira Lopes、1986年2月26日 - ）は、アンゴラのモデル・女優・テレビ司会者である。2011年、ミス・ユニバースの第60回記念大会（ミス・ユニバース2011）優勝。

## 経歴

### 生い立ち
1986年2月26日、アンゴラのベンゲラ州ベンゲラに生まれる。
英国・サフォーク州イプスウィッチのサフォーク大学に学ぶ。経営学専攻。在学中、ミス・アンゴラ2010に選ばれる。

### ミス・アンゴラ2010
2010年10月8日、在英アンゴラ人のコミュニティを対象にしたミスコンMiss Angola UK 2010で優勝する。
2010年12月18日、首都ルアンダで開催されたMiss Angola 2010で、20人の参加者に競り勝ち優勝。Photogenic Awardも獲得。アンゴラを代表してミス・ユニバースに出場する権利を得る。

### ミス・ユニバース2011
2011年9月12日、ブラジルのサンパウロで開催された世界大会で優勝、ミス・ユニバース2011となる。
2011年10月、ジャカルタで開催されたミスコン・プトリ・インドネシア2011（Puteri Indonesia 2011）および現地の慈善イベントに参加。
2011年12月、ガボンのリーブルヴィルで開催された第一回Miss Gabon Pageantに招待される。ガボン代表として初めてミス・ワールドに参加することとなるマリー=ノエル・エイダに戴冠する。
2012年2月、南アフリカのヨハネスブルグを訪問。Joburg Fashion Week 2012に賛同してAfrican Fashion International社のお披露目イベントに参加（2月16日）。ヨハネスブルグ市アレクサンドラで遺棄された孤児のために働くNGOThuthuzelaを訪問。ノースウエスト大学で行われた北西州知事・Thandiの演説会に出席（2月17日）。
2012年3月9日から3月14日まで、Alyssa Campanella(Miss USA 2011), Danielle Doty(Miss Teen USA 2011)とともにドイツのデュッセルドルフを訪問。
2012年5月23日、フランスのカンヌで開催されたカンヌ国際映画祭でレッドカーペットを歩く。5月23日、アンティーブ岬で開催された時計メーカーde Grisogonoのパーティーに参加。
この訪仏の前に、Maxim Portugal Magazineの招待によりポルトガルを訪問。リスボンで写真撮影とテレビの収録を行う。
2012年6月、セネガル、コートジボワール、ガーナ、トーゴ、ナイジェリアの西アフリカ5カ国を訪問。
6月、ブラジル・リオデジャネイロで開催された国連持続可能な開発会議（リオ+20）に出席。
ミスとしての任期の間にシンガポール、インドネシア、アンゴラ、カンボジア、バハマ、ガボン、ジャマイカ、南アフリカ、ドイツ、ドミニカ共和国、ポルトガル、フランス、セネガル、コートジボワール、ガーナ、トーゴ、ナイジェリア、ブラジル、ガイアナ、ニカラグア、ナミビア、ケニア、モザンビーク、ロシア、アメリカを訪問した。

## ミス・アンゴラ不正疑惑
彼女がミス・ユニバース2011を受賞した後、「偽造文書を使ってMiss Angola UK 2010に出場した。したがってMiss Angola 2010もミス・ユニバース2011も無効だ」という主張がなされた。要約すると「アンゴラの外に暮らしたことはないので在英アンゴラ人を対象とするMiss Angola UK 2010には参加できない」とするものだ。偽造文書は彼女自身とミス・ユニバース主催者によって否定され、「合計4年間英国に暮らした」と本人のコメントが発表された。

## 私生活とゴシップ
2013年2月、NFLのニューヨーク・ジャイアンツの選手Osi Umenyioraと、モナコで婚約。2015年5月30日、結婚。2018年2月、第一子を妊娠したと発表。